# Xandra Schutte

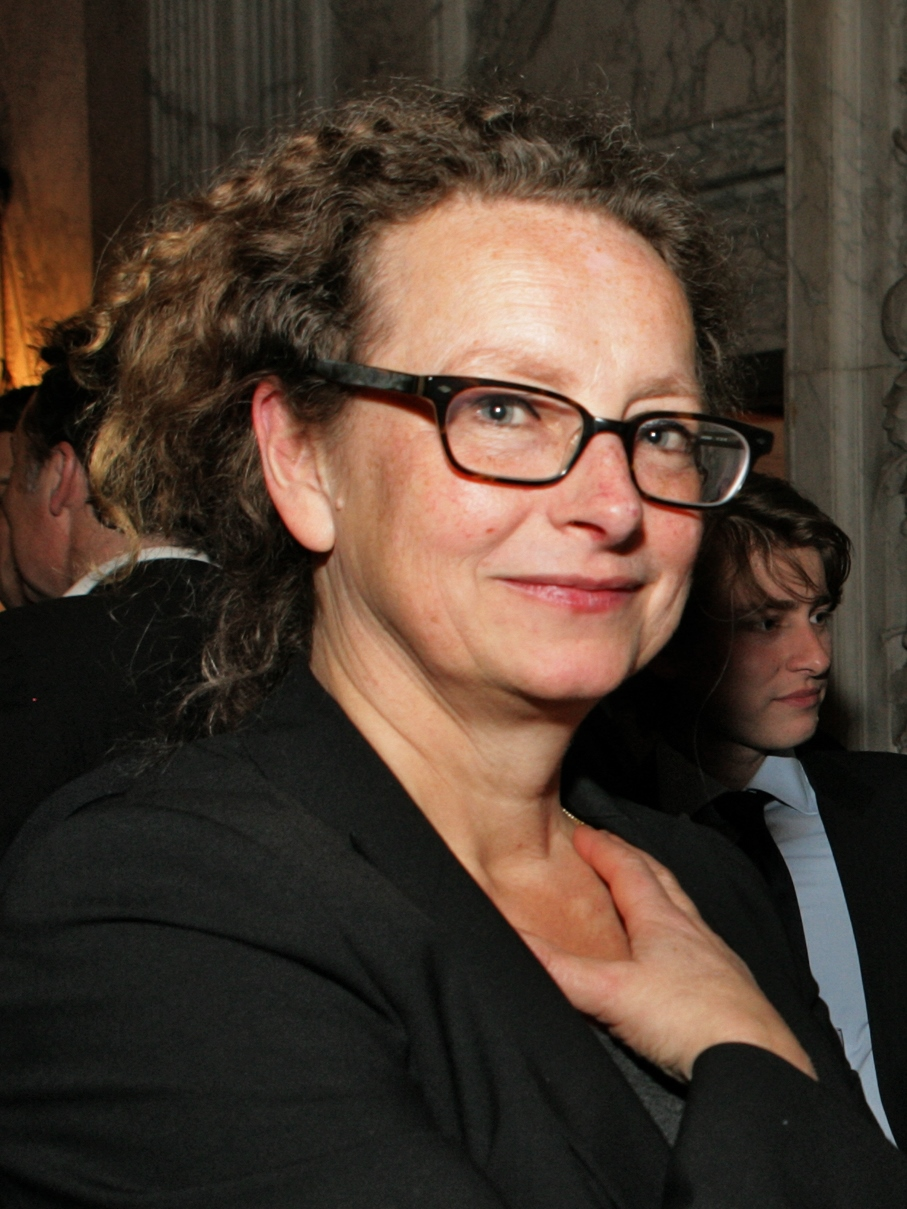
Xandra Schutte (2015)

Xandra Schutte (* 15. Juli 1963 in Amsterdam) ist eine niederländische Journalistin. Sie ist seit 2008 Chefredakteurin der politischen Wochenzeitschrift De Groene Amsterdammer. Zuvor war sie unter anderem auch Chefredakteurin von Vrij Nederland, einem Konkurrenten von De Groene Amsterdammer, und in dieser Position die erste Frau in den Niederlanden an der Spitze eines solchen Magazins.

## Leben
Schutte studierte Niederlandistik und Kommunikationswissenschaften an der Universität von Amsterdam, war anschließend Mitarbeiterin der Literaturzeitschrift De Gids und wurde 1990 bei De Groene Amsterdammer zur Redakteurin ausgebildet. Das Angebot, dort 1998 nach einer bereits etwa einjährigen kommissarisch übernommenen Chefredaktion endgültig die Nachfolge von Gerald Westerloo einzunehmen, schlug sie aus. Schutte wechselte anschließend im Juli 1999 zu Vrij Nederland und übernahm dort bereits im Oktober 2000 als Nachfolgerin von Oscar Garschagen die Chefredaktion.
Unter Schuttes Leitung wurde im darauffolgenden Jahr das Magazin mehr in Richtung Meinungsblatt umkonzipiert, was jedoch den Auflagenverlust noch immer nicht vollständig aufhalten konnte, auch wenn dieser bedeutend niedriger war als zu der Zeit ihres Vorgängers. 2004 kam es schließlich zu einem Aufruhr in der Redaktion, nachdem eine von Schutte an ihren Herausgeber Hendrik Jan Schoo gesandte E-Mail durchgesickert war, in der sie zehn Redakteure namentlich schlecht beurteilt hatte. Dies wurde von der Redaktion als das Ansinnen einer redaktionellen Umorganisation aufgefasst; zusätzlich wurde der Vorfall dadurch belastet, dass Schutte mit Schoo eine Beziehung eingegangen war. Aufgrund des mehrheitlichen Misstrauens der Redaktion ihr gegenüber verließ sie daraufhin Vrij Nederland und wurde anschließend stellvertretende Chefredakteurin beim Lifestyle-Magazin La vie en rose, ihre Nachfolge bei Vrij Nederland übernahm Emile Fallaux. 2005 wurde Schutte stellvertretende Direktorin bei dem Verlag J. M. Meulenhoff. Anfang 2007 wurde sie auch Autorin bei der neu gegründeten Zeitschrift Opinio. Nachdem sie zehn Jahre zuvor die Chefredaktion von De Groene Amsterdammer abgelehnt hatte, entschied sie sich Anfang 2008 dazu die Ernennung als Nachfolgerin von Hubert Smeets anzunehmen.
Neben der Tätigkeit als Journalistin ist Schutte auch als Autorin von Büchern in Erscheinung getreten, in denen sie sich mit dem lesbischen Sprachkodex (Lesbiaans: lexicon van de lesbotaal), lesbischer niederländischer Literatur (Damesliefde) und der Identität weiblicher Schriftsteller (Maskerade) auseinandersetzte.
Schutte ist Mutter eines Sohnes aus ihrer Beziehung mit Schoo, der 2007 verstarb.

## Werke
- Lesbiaans: lexicon van de lesbotaal (zusammen mit Hanneke Kunst), Prometheus, Amsterdam 1991, ISBN 90-5333-086-0
- Damesliefde: de beste lesbische verhalen uit de Nederlandse literatuur, Bert Bakker, Amsterdam 1995, ISBN 90-351-1451-5
- Maskerade, De Bezige Bij, Amsterdam 1999, ISBN 90-234-3834-5

| Personendaten    | Personendaten                                    |
| ---------------- | ------------------------------------------------ |
| NAME             | Schutte, Xandra                                  |
| KURZBESCHREIBUNG | niederländische Journalistin und Chefredakteurin |
| GEBURTSDATUM     | 15. Juli 1963                                    |
| GEBURTSORT       | Amsterdam                                        |